# Mile Dedaković
Mile Dedaković (Nijemci, 4 de julio de 1951) es un ex coronel del Ejército de Croacia. También conocido por su nombre de guerra Jastreb ("Halcón"), Dedaković es más conocido por su mando de la Brigada de Vukovar 204 y la defensa de la ciudad de Vukovar en 1991 durante la batalla de Vukovar y en las primeras etapas de la guerra de Croacia.

## Biografía
Originario de la localidad de Nijemci, en Sirmia, en el este de la entonces República Socialista de Croacia, Dedaković se había graduado en la Academia de la Fuerza Aérea y la Academia Oficial del Ejército Popular Yugoslavo (JNA) antes de los acontecimientos que condujeron a la desintegración de Yugoslavia. Anteriormente teniente coronel al mando de una base aérea militar del JNA cerca de Zagreb, se unió a la recién formada Guardia Nacional Croata (CNC) en el verano de 1991. Debido a la falta de oficiales entrenados a disposición de las fuerzas armadas croatas en ese momento, Dedaković, un oficial de la fuerza aérea, fue publicada inmediatamente al comando de la brigada de la CNC estacionada en Vukovar, una ciudad en el este de Croacia en su región natal, que pronto cayó bajo un ataque a gran escala del JNA y los paramilitares nacionalistas serbios.
Asumió el mando de la Brigada de Vukovar 204 en el momento de su constitución en septiembre de 1991. En el momento de su fundación, la lista incluía 1.803 hombres en la brigada, siendo asignada para cubrir el área del antiguo municipio de Vukovar, incluyendo las ciudades de Vukovar y Ilok, así como numerosos pueblos de los alrededores. Dedaković comandó la brigada durante la primera fase del asedio de Vukovar hasta principios del mes de octubre, cuando fue reasignado a la vecina Vinkovci y el comando pasó a manos de Branko Borkovic.
A mediados de octubre Dedaković fue puesto a cargo de una operación de avance para aliviar la ciudad de Vukovar que estaba, mientras tanto, aislada del resto del territorio de Croacia. Aunque inicialmente tuvo éxito, la contraofensiva fue suspendida por el presidente de Croacia, Franjo Tuđman, al parecer bajo presión de la Comunidad Europea para un alto el fuego. Esto permitió para que el Ejército Popular Yugoslavo recuperase el terreno que había perdido y desde entonces la ciudad estuvo rodeada por completo hasta que finalmente cayó el 18 de noviembre de 1991.
Tanto Milla Dedaković como Branko Borkovic sobrevivieron a la batalla y hablaron públicamente en contra de las acciones del Gobierno de Croacia. En un aparente intento de silenciarlos, los dos hombres fueron detenidos brevemente por la policía militar croata, y el gobierno croata suprimió un ejemplar del diario Slobodni Tjednik que publicó una transcripción de una llamada telefónica realizada desde Vukovar, en la que Dedaković solicitaba asistencia militar con una evasiva de Franjo Tuđman. Las revelaciones causaron indignación pública y la percepción reforzada que los defensores habían sido traicionados.
Dedaković fue acusado junto con los líderes del Partido Croata de los Derechos por una presunta preparación para atacar Banski dvori, pero el caso fue rechazado en el Tribunal Supremo croata.
En el año 1996, publicó el libro Bitka za de Vukovar ("La batalla de Vukovar"), en coautoría con el periodista de Radio Vukovar, Mirković Alenka Nadj.
En noviembre del año 2005, Dedaković trabajó con el Ministerio de Defensa en Berislav Roncevic para la consolidación de los registros oficiales de la Brigada 204.ª. El 25 de septiembre de 2006, Dedaković presentó ceremonialmente en Vukovar, en virtud de las ahora oficiales banderas de la brigada, ante el Comandante en Jefe, el Presidente de Croacia Stjepan Mesic.